# 马罗特
马罗特是德国莱茵兰-普法尔茨州的一个市镇。总面积3.43平方公里，总人口246人，其中男性133人，女性113人（2011年12月31日），人口密度72人/平方公里。